# Ol' Man River
Ol' Man River és una cançó escrita l'any 1927 per al musical Show Boat amb música de Jerome Kern i lletra d'Oscar Hammerstein II. Conta la malenconiosa història d'un afroamericà que pateix tota mena de penúries. L'acció, tant del musical com de la cançó, recau en un esclau que treballa carregant paquets en un vaixell del riu Mississipi. La cançó, que és el tema principal d'aquest musical, es caracteritza per diversos aspectes: la lírica melodia en mode major, els temes del treball i la classe social, la metàfora del Mississipi, i pel fet de ser un solo de baix (cosa estranya en els musicals, on els solos per a baríton o tenor són el més comú). Nombrosos cantants han interpretat aquesta cançó, considerada un clàssic de la cançó americana: Bing Crosby, Frank Sinatra, Ray Charles i Art Pepper, entre d'altres.